# Stratford (Kalifornia)
Stratford – jednostka osadnicza w Stanach Zjednoczonych, w stanie Kalifornia, w hrabstwie Kings.